# Шафл
Мельбурн-шафл — це стиль танцю, який виник у кінці 80-х років в Австралії, на андерграунд-сцені міста Мельбурн. Це типові для джазу танцювальні рухи (степ), але на "сучасний" лад, і танцюють його під жорсткі стилі музики, такі, як Hardstyle, Schranz Techno, Hard-trance, Jumpstyle.
Також цей танець звуть «Hard dance».

## Введення
Основна база шафлу складається з поєднання, комбінацій трьох рухів (кроків). Саму комбінацію рухів прийнято називати «шафлінг» (що в перекладі з англійської - перемішування).
1. Ковзальні рухи вліво або вправо, а потім вперед і назад. Коли шафлер так рухається, створюється враження, ніби він «невагомий», на нього не діє гравітація. 
2. Ковзальний спот використовується в проміжках між попереднім і новим рухом, щоб не стояти на одному місці , а весь час рухатися. Використовуючи це рух, шафлер може відпочити, підлаштуватися під біт (такт) музики. 
3. Також шафлер може відступити, вийти з танцю, використовуючи цей рух, і «випустити» іншого танцюриста на танець. Але частіше цей рух використовується для того, щоб весь час бути в русі. 
Шафл за трикутною схемою складається з дуже енергійних кроків-рухів.

## Історія
Шафл є одним з кількох танців, що виникли в епоху стилю музики acid house. У цю ж епоху з'явилися й інші аналогічні танцювальні стилі jacking, степ. Однак жанр acid house став більш різноманітним і поділився на два різних своїх підстилі з однією філософією: бек-степ і шафлінг. Шафл продовжував розвиватися в нічних клубах Мельбурна та на інших рейв-тусовках протягом багатьох років. 
Багато заходів, клубів, товариств брали участь у розвитку цього стилю танцю протягом багатьох років.